# Patryk Dziczek
Patryk Dziczek (* 25. února 1998, Gliwice) je polský fotbalový záložník či obránce, od roku 2014 působící v klubu Piast Gliwice. Je mládežnickým reprezentantem Polska.

## Klubová kariéra
Svoji fotbalovou kariéru začal v Piastu Gliwice, kde prošel všemi mládežnickými kategoriemi mužstva. V zimním přestupovém období sezony 2013/14 se propracoval do prvního týmu. V Ekstraklase za Piast debutoval v ligovém utkání 37. kola (5. 6. 2015) proti KS Cracovia (prohra Gliwic 0:3), odehrál 45 minut.